# Deuxième dame ou gentilhomme des États-Unis
La Deuxième dame des États-Unis (en anglais Second Lady of the United States ou SLOTUS) est l'épouse du vice-président des États-Unis, titre informel créé à l'imitation de celui de Première dame des États-Unis. Le terme semble être initialement utilisé par Jennie Tuttle Hobart, elle-même épouse du vice-président Garret Hobart. Le terme est par la suite abandonné, avant de connaître une brève résurgence dans les années 1980, pour disparaître de nouveau durant la décennie suivante. Ce n'est que pendant la présidence de Barack Obama que le terme réapparaît officiellement.
Le Deuxième gentilhomme des États-Unis (en anglais Second Gentleman of the United States ou SGOTUS) est le pendant masculin du terme « deuxième dame ». Douglas Emhoff, époux de la vice-présidente Kamala Harris, devient le premier à porter ce titre à partir du 20 janvier 2021.
Bien que le rôle de Première dame des États-Unis comme hôtesse de la Maison-Blanche remonte aux origines de la République (et était d'ordinaire tenu par un autre membre de la famille du président si celui-ci était veuf ou divorcé)[réf. nécessaire], ce n'est qu'à partir des années 1980 que l'épouse du vice-président a été couramment désignée comme la deuxième dame. Tipper, la femme d'Al Gore, s'est engagée dans plusieurs campagnes pour débarrasser les divertissements populaires américains tels que le cinéma, la télévision et la musique, des éléments qu'elle trouvait répréhensibles, cause dans laquelle elle s'était impliquée déjà du temps où son mari était sénateur. Elle a critiqué des artistes à propos de leur usage de paroles vulgaires et a souvent débattu avec ses critiques comme Jello Biafra, le chanteur des Dead Kennedys.
Lynne Cheney, femme du vice-président Dick Cheney, s'est faite la championne d'une réforme de l'éducation, se référant à des échecs bien spécifiques du système éducatif américain. Elle soutint avec détermination l'enseignement de l'histoire américaine et a écrit avec le même succès cinq livres sur le sujet pour les enfants et leurs familles.
Jill Biden, femme de Joe Biden, travaille comme professeur d'anglais à la Northern Virginia Community College et semble être la première femme d'un vice-président à tenir un emploi rémunéré pendant le mandat de son mari[réf. nécessaire]. Elle s'est impliquée dans différentes causes, notamment l’information sur le cancer et l'illettrisme.

## Liste des conjoints et conjointes des vice-présidents ou vice-présidentes

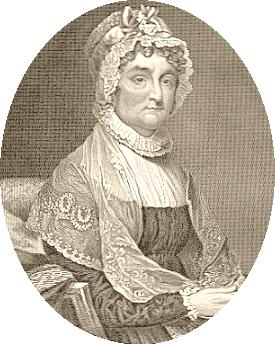
Abigail Adams était la première femme d'un vice-président à devenir ensuite Première dame.

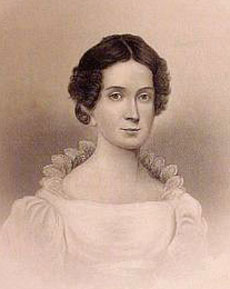
Letitia Tyler était la première épouse d'un vice-président à devenir Première dame à la suite du décès du président en poste.

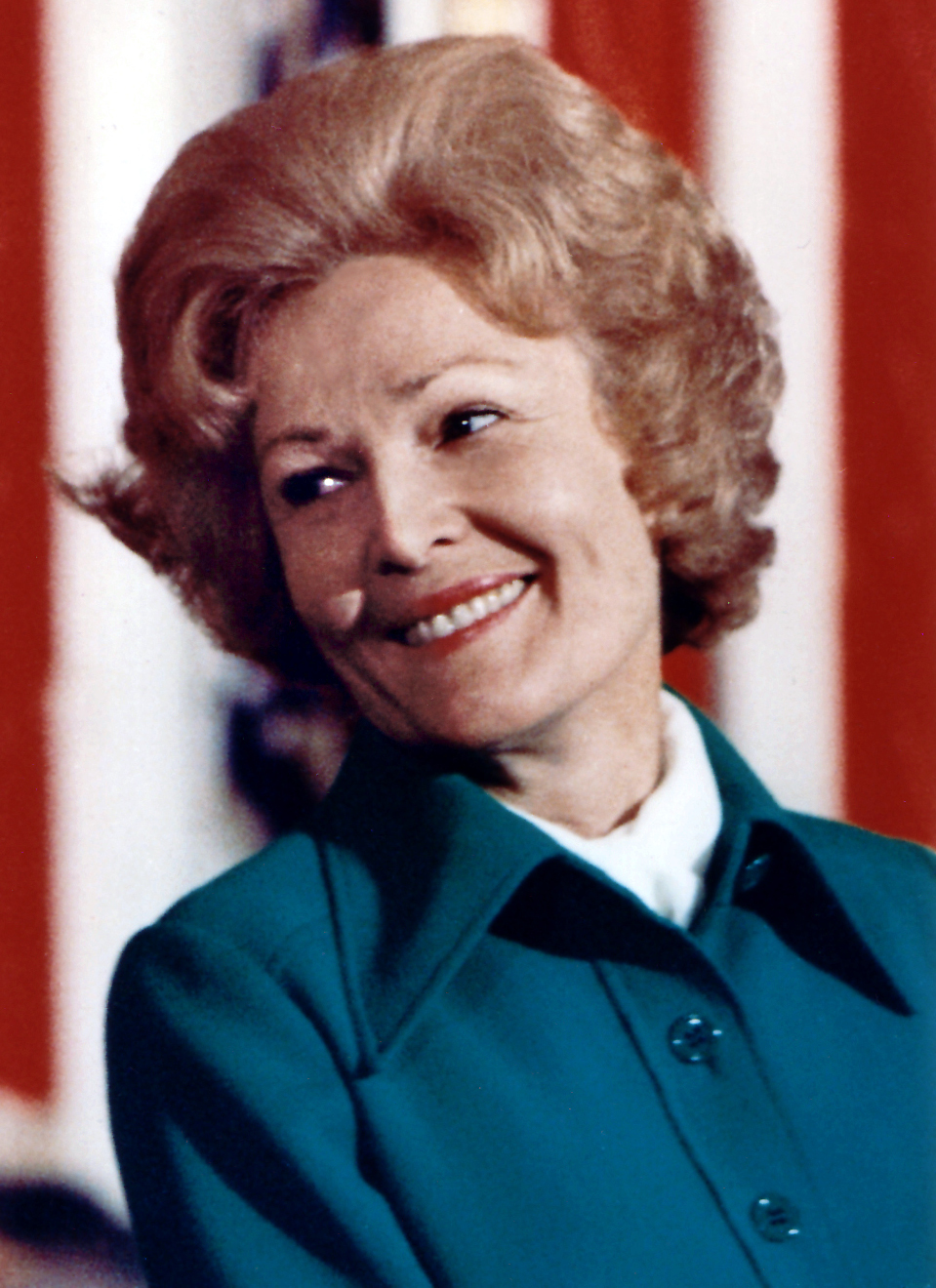
Pat Nixon, femme du vice-président, accompagnait son mari Richard Nixon lors de ses nombreux voyages à l'étranger ; elle devint plus tard Première dame des États-Unis.

### XVIIIesiècle
- Abigail Adams, épouse de John Adams (1789–1797)
- Vacant : Thomas Jefferson (1797–1801) était veuf depuis 1782

### XIXesiècle
- Vacant : Aaron Burr (1801–1805) était veuf
- Vacant : George Clinton (1805–1813) était veuf
- Ann Gerry, épouse de Elbridge Gerry (1813–1814)
- Hannah Tompkins, épouse de Daniel D. Tompkins (1817–1825)
- Floride Calhoun, épouse de John C. Calhoun (1825–1832)
- Vacant : Martin Van Buren (1833–1837) était veuf
- Vacant : Richard Mentor Johnson (1837–1841) était célibataire. Il a considéré sa maîtresse Julia Chinn comme son épouse légitime jusqu'à sa mort en 1833.
- Letitia Christian Tyler, épouse de John Tyler (1841)
- Sophia Dallas, épouse de George M. Dallas (1845–1849)
- Abigail Fillmore, épouse de Millard Fillmore (1849–1850)
- Vacant : William R. King (1853) était célibataire
- Mary Cyrene Burch Breckinridge, épouse de John C. Breckinridge (1857–1861)
- Ellen Vesta Emery Hamlin, épouse de Hannibal Hamlin (1861–1865)
- Eliza Johnson, épouse de Andrew Johnson (1865–1869)
- Ellen Maria Colfax, épouse de Schuyler Colfax (1869–1873)
- Vacant : Henry Wilson (1873–1875) était célibataire
- Vacant : William A. Wheeler (1877–1881) était célibataire
- Vacant : Chester A. Arthur (1881) était célibataire
- Eliza Hendricks, épouse de Thomas A. Hendricks (1885)
- Anna Morton, épouse de  Levi P. Morton (1889–1893)
- Letitia Stevenson, épouse de Adlai E. Stevenson (1893–1897)
- Jennie Tuttle Hobart, épouse de Garret Hobart (1897–1899)

### XXesiècle
- Edith Roosevelt, épouse de Theodore Roosevelt (1901)
- Cornelia Cole Fairbanks, épouse de Charles W. Fairbanks (1905–1909)
- Carrie Babcock Sherman, épouse de James S. Sherman (1909–1912)
- Lois Irene Marshall, épouse de Thomas R. Marshall (1913–1921)
- Grace Coolidge, épouse de Calvin Coolidge (1921–1923)
- Caro Dawes, épouse de Charles G. Dawes (1925–1929)
- Vacant : Charles Curtis (1929–1933) était veuf
- Mariette Rheiner Garner, épouse de John Nance Garner (1933–1941)
- Ilo Wallace, épouse de Henry A. Wallace (1941–1945)
- Bess Truman, épouse de Harry S. Truman (1945)
- Jane Hadley Barkley, épouse de Alben Barkley (1949–1953)
- Pat Nixon, épouse de Richard Nixon (1953–1961)
- Lady Bird Johnson, épouse de Lyndon Johnson (1961–1963)
- Muriel Humphrey Brown, épouse de Hubert Humphrey (1965–1969)
- Judy Agnew, épouse de Spiro Agnew (1969–1973)
- Betty Ford, épouse de Gerald Ford (1973–1974)
- Happy Rockefeller, épouse de Nelson Rockefeller (1974–1977)
- Joan Mondale, épouse de Walter Mondale (1977–1981)
- Barbara Bush, épouse de George H. W. Bush (1981–1989)
- Marilyn Quayle, épouse de Dan Quayle (1989–1993)
- Tipper Gore, épouse de Al Gore (1993–2001)

### XXIesiècle

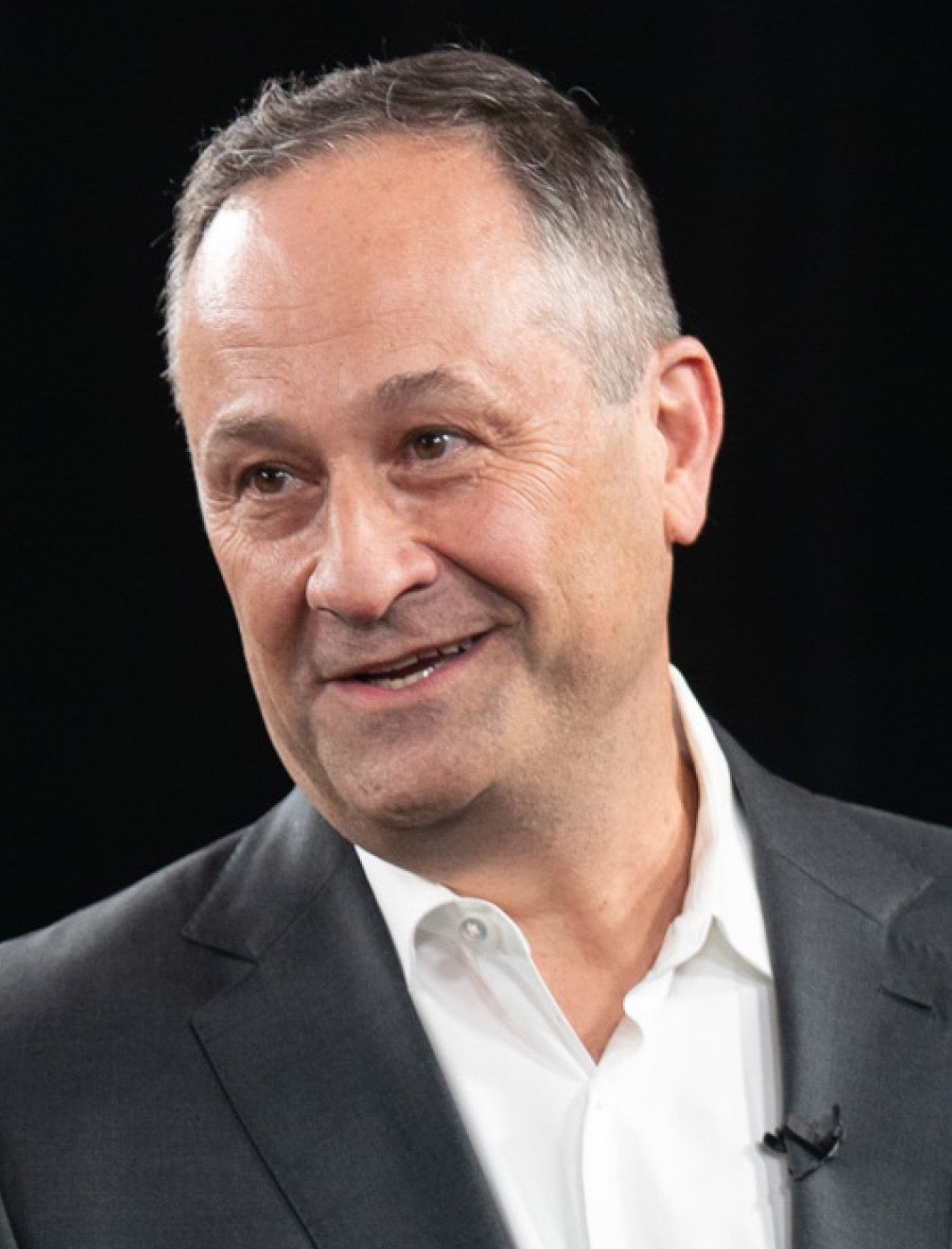
Douglas Emhoff, époux de Kamala Harris, premier homme à endosser le rôle de Deuxième gentilhomme.

- Lynne Cheney, épouse de Dick Cheney (2001–2009)
- Jill Biden, épouse de Joe Biden (2009-2017)
- Karen Pence, épouse de Mike Pence (2017-2021)
- Douglas Emhoff, époux de Kamala Harris (2021-2025)
- Usha Vance, épouse de J. D. Vance (depuis 2025)

## Liste des conjoints vivants des anciens vice-présidents
En 2025, six conjoints d'anciens vice-présidents sont encore en vie :
- Marilyn Quayle, épouse de Dan Quayle
- Tipper Gore, ex-épouse d'Al Gore
- Lynne Cheney, épouse de Dick Cheney
- Jill Biden, épouse de Joe Biden
- Karen Pence, épouse de Mike Pence
- Douglas Emhoff, époux de Kamala Harris

## Dans la fiction
- 2012 : dans la série télévisée américaine Homeland, la Seconde dame des États-Unis Cynthia Walden, jouée par Talia Balsam.
- 2014 : dans la série télévisée américaine House of Cards, la Seconde dame des États-Unis Claire Underwood, jouée par Robin Wright.
- 2017 : dans la série télévisée américaine Designated Survivor, la Seconde dame des États-Unis Beth MacLeish, jouée par Lara Jean Chorostecki.